# Dionda
A Dionda  a csontos halak (Osteichthyes) főosztályának sugarasúszójú halak (Actinopterygii)  osztályába, a pontyalakúak (Cypriniformes) rendjébe, a pontyfélék (Cyprinidae) családjába, és az Leuciscinae alcsaládjába tartozó nem.

## Rendszerezés
A nemhez az alábbi 12 faj tartozik.
- Dionda melanops (Girard, 1856)
- Dionda serena (Girard, 1856)
- Dionda episcopa (Girard, 1856)
- Dionda argentosa (Girard, 1856)
- Dionda nigrotaeniata (Cope, 1880)
- Dionda diaboli (Hubbs & Brown, 1957)